# Acanthothoraci
Acanthothoraci – rząd wymarłych żuchwowców należących do ryb pancernych. Żyły w dewonie (około 395–380 milionów lat temu). Szczątki tych ryb znaleziono na całym świecie. Wyglądem przypominały dzisiejsze chimery.
Dzielą się na rodziny:
- Weejasperaspididae,
- Palaeacanthaspidae.